# Ekonomika Itálie
Ekonomika Itálie je třetí největší národní ekonomikou v Evropské unii, osmou největší ekonomikou na světě vzhledem k HDP (hrubého domácího produktu) a dvanáctou dle PPP. Itálie je zakládajícím členem Evropské unie, eurozóny, OECD, G7 a G20. Je desátým největším vývozcem světa, v roce 2019 čítala hodnota italského exportu 632 miliard amerických dolarů. Nejvřelejší obchodní vztahy má Itálie se členy Evropské unie, v roce 2019 se jich týkalo 59 % celkového obchodu. Největšími obchodními partnery Itálie jsou Německo (12,5 %), Francie (10,3 %), Spojené státy americké (5,2 %), Španělsko (5,2 %) a Švýcarsko (4,6 %).
V poválečném období se Itálie z jejích následků dokázala dostat a vypracovala se v jednu z předních zemí světového obchodu a exportu. Podle indexu lidského rozvoje je v Itálii vysoká životní úroveň a v žebříčku hodnotícím kvalitu života se řadí na 8. místo světa. Itálie vlastní třetí největší zásobu zlata na světě a je třetím největším přispěvatelem do kasy Evropské unie.
Itálie je v Evropské unii po Německu druhým největším výrobcem co se týká strojírenství, dopravy, léčiv, nábytku, potravin, oděvů a robotiky. Díky tomu má Itálie také značný obchodní přebytek. Země je také dobře známa pro její velice schopný zemědělský sektor (je například největším světovým producentem vína) nebo vysoce kvalitní strojírenské produkty (automobily, lodě) a domácí spotřebiče. Je baštou luxusního zboží (největší v Evropě, třetí celosvětově), jde hlavně o luxusní a drahé oděvy nebo již zmíněné strojírenství.
Přes tyto nesporné ekonomické úspěchy má dnes její ekonomika velké problémy. Roční míra růstu je často pod evropským průměrem. Masivní utrácení vlády z 80. let značně zvětšilo státní dluh, navíc životní úroveň se na severu a jihu Itálie dost liší. Hrubý domácí produkt na jednoho obyvatele ve střední a severní Itálii vysoce překračuje evropský průměr, naopak některé regiony na jihu Itálie jsou hluboko pod ním. V posledních letech hrubý domácí produkt na obyvatele pomalu dohnal evropský průměr, zatímco míra zaměstnanosti v Itálii stále vázne. Ekonomové však oficiální údaje zpochybňují kvůli velkému počtu neformálních pracovních míst zahrnujících až 20% pracovní síly.

## Historie
Ekonomická historie Itálie po roce 1861 by mohla být rozdělena do 3 částí. A to do počáteční fáze, která následovala po unifikaci země a během níž probíhala výrazná migrace a stagnace celkové populace. Druhá fáze, během níž se Itálie snažila dohnat západní země, přerušena dvěma světovými válkami a velkou depresí ve 30. letech. Poslední fáze znamenala pomalý růst, který byl ale poznamenán dvojitou recesí, na kterou navíc navázala ekonomická krize z roku 2008.

### Průmyslová revoluce

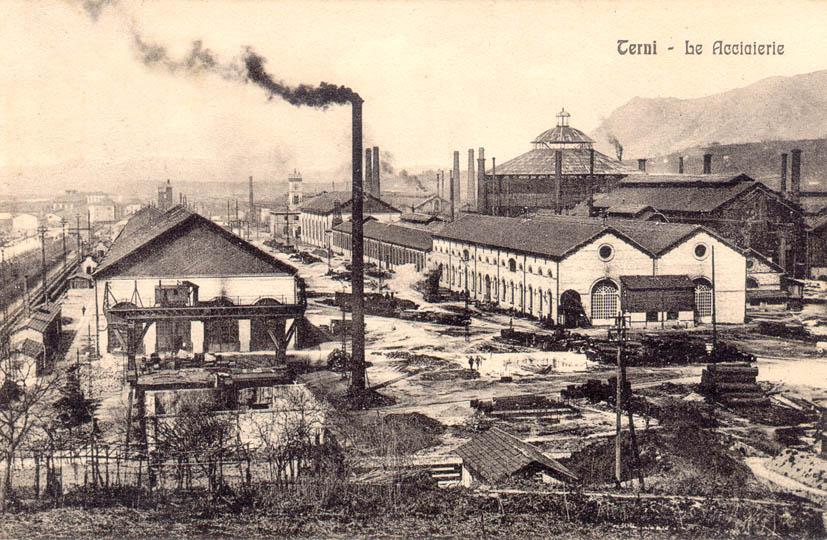
Ocelárna v Terni roku 1912.

Před sjednocením Itálie byly její regiony příliš agrární. Zemědělský přebytek ale zajistil možnost transformace italské ekonomiky od 20. let 19. století. Díky tomu se mohla rozvíjet další odvětví, především různé manufakturní práce na Sardinii.
V době vzniku Italského království v roce 1861 bylo především mezi vládnoucí vrstvou všeobecně známo, že HDP je v porovnání se západoevropskými zeměmi, jako je Německo, Francie či Velká Británie, značně nižší. V 60. a 70. letech nebyla manufaktura příliš významná, zásadní pro ekonomiku bylo stále zemědělství. Itálie měla tu nevýhodu, že na rozdíl od západoevropských států postrádala výnosy z těžby uhlí a železa. Především zemědělská krize v 80. letech donutila Italy k přechodu k modernějším technikám v oblasti Pádské nížiny. V letech 78–87 protekcionisté projevili snahu o zavedení těžkého průmyslu. Ten se začal brzy využívat v oblastech s velkým potenciálem vodní energie, především v Umbrii či Alpách, zatímco Turín a Milán pokračovaly v průmyslu chemickém, textilním či strojním.
Rozmach industrializace se týkal především severozápadu. To vedlo k migraci přibližně 26 milionů Italů, především v letech 1880 až 1914. Tato migrace je zároveň mnohými odborníky považována za největší migraci novodobé historie. Během první světové války byla Itálie překvapivě schopná, zvládla vycvičit a především ozbrojit až 5 milionů rekrutů. To ale ve výsledku znamenalo ztrátu asi 700 000 vojáků a dluh asi miliardu lir.

### Fašismus

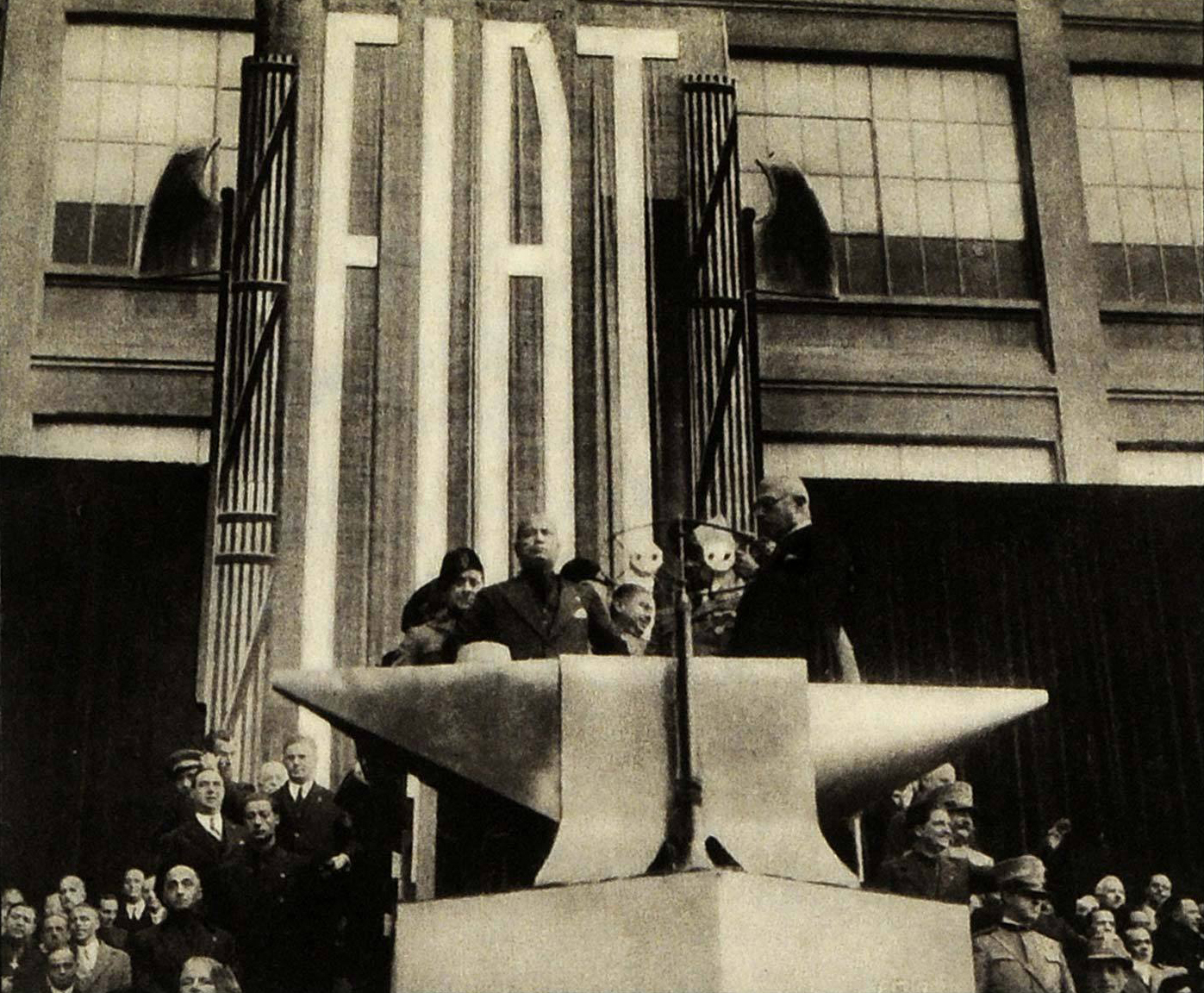
Projev Benita Mussoliniho v Turíně v továrně Fiat, 1932.

Itálie byla po první světové válce ve velmi špatných podmínkách, především díky čemuž se dostal v roce 1922 k moci Benito Mussolini se svou Národní fašistickou stranou. Laissez-faire a volný obchod byly výrazně omezovány, zatímco vliv vlády a protekcionismus byly posilovány.
V roce 1929 byla Itálie výrazně zasažena Velkou depresí. Ve snaze zvládnout ji, znárodnila fašistická vláda velké banky a zavedla Istituto per la Ricostruzione Indiustriale. Vzniklo nemalé množství subjektu, které měly za cíl spojit zástupce vlády a významné osobnosti v byznysu. Tyto zástupci manipulovali s cenami a mzdami za účelem vyhovět jak přáním vlády, tak přáním byznysu.
Tento ekonomický model založený na partnerství mezi obchodníky a vládou se později přenesl i do politické sféry, nazývaný jako korporativismus. Zároveň, vzhledem k Mussoliniho agresivní zahraniční politice měla Itálie ve 30. letech velké výdaje s ní spojené. Po invazi v Etiopii podpořila Itálie Francovy nacionalisty ve španělské občanské válce. V roce 1939 se Itálie ocitla na 2. místě, hned za Sovětským svazem, co se týče počtu státem vlastněných podniků.
Účast ve 2. světové válce v uskupení Osa vyžadovalo zavést vojenskou ekonomiku. Invaze Spojenců v Itálii v roce 1943 znamenala kolaps politické i ekonomické struktury. Jak Spojenci, tak Němci získali určité části Itálie pod svoji kontrolu. Ke konci války byl příjem per capita nejnižší od začátku 20. století.

### Poválečný ekonomický zázrak

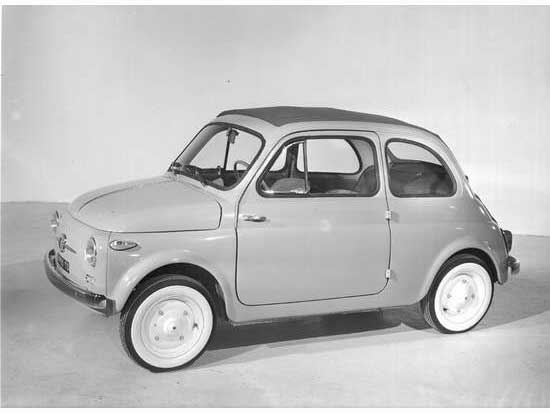
Fiat 500 vyráběný od roku 1957 je považovaný za symbol italského ekonomického zázraku.

Po 2. světové válce byla Itálie zničená a okupována zahraničními armádami. To by samo o sobě s největší pravděpodobností způsobilo prohlubování mezer mezi jí a západoevropskými státy. Jenže USA ji považovaly za jednoho ze zásadních aktérů pro Svobodný svět (Free World) a skrze Maršálův plán v letech 1947–1951 obdržela více než 1,2 miliardy dolarů.
S koncem Maršálova plánu se dokonce sešla Korejská válka, díky niž Itálie vydělala na prodeji kovu a manufakturního zboží. Italské ekonomice dále výrazně pomohl vznik EHS, který usnadnil vývoz a znamenal větší počet investic.
Tyto faktory navíc v kombinaci s velkou pracovní silou vedly k velkému takřka nepřerušovanému ekonomickému růstu až do Horkého podzimu 1969 a ropné krize roku 1973. V rámci OECD si v tomto období, co se týče ekonomického rozvoje, vedlo lépe pouze Japonsko.

### 70. a 80. léta

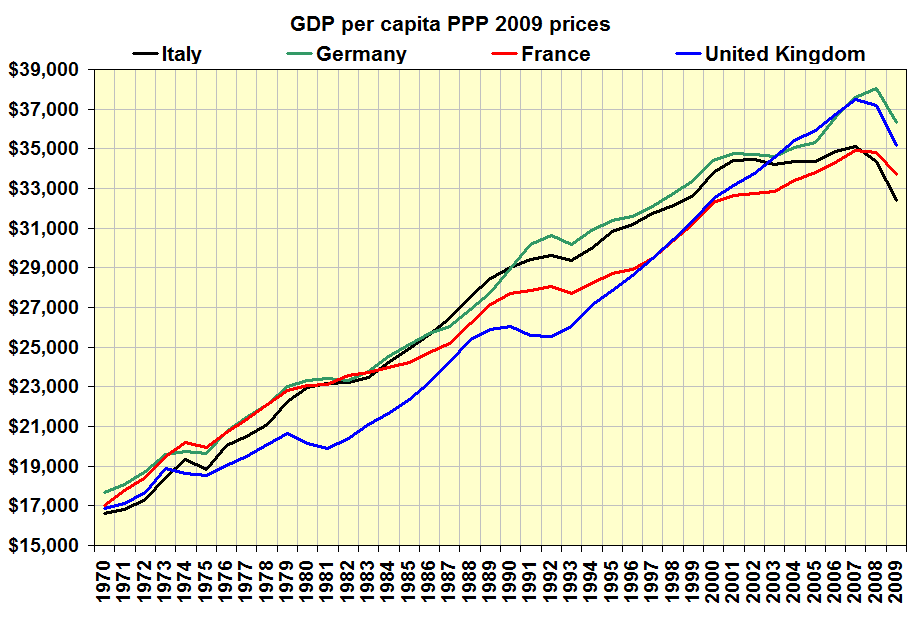
HDP na obyvatele Itálie, Francie, Německa a Velké Británie mezi lety 1970 a 2008

70. léta byla léta politického i ekonomického zmatku a společenského neklidu. Nezaměstnanost především mezi mladými prudce vzrostla a v roce 1977 bylo dokonce nejméně milion nezaměstnaných italských občanů mladších 24 let. Inflace pokračovala, dokonce se i zvýšila v návaznosti na zvýšení cen ropy v letech 1973 a 1979. Deficit rozpočtu byl stálý a pomalu se stával neřešitelným a nabýval hodnot okolo 10% HDP, což bylo více než u jakékoliv jiné země. Hodnota liry se snižovala a z 560 lir oproti jednomu americkému dolaru v roce 1973 se hodnota dolaru vyšplhala až na 1400 lir v roce 1982.
Ekonomická recese pokračovala až do poloviny 80. let, kdy se skrze reformy zajistila nezávislost centrální italské banky a velká redukce indexace mezd, díky čemuž se od roku 1980 do roku 1987 snížila inflace z 20.6 na 4.7%.Tato makroekonomická a politická stabilita vedla k druhému „ekonomickému zázraku“, založenému na malých a středních podnicích produkujících například textilie, šperky či nábytek. Výsledkem tohoto ekonomického progresu byl status 4. nejbohatšího státu světa v roce 1987.
I přes to ale italská ekonomika zaznamenala v 80. letech zásadní problém. V 90. letech se snažila Maastrichtská kritéria omezit velikost státního dluhu, který měla Itálie už ve velikosti 104% jejího HDP. Následné ekonomické restrikce ještě zhoršily globální ekonomickou recesi. V letech 2000–2008 italská ekonomika už spíše stagnovala.

### Velká recese
Itálie byla během velké recese výrazně zasažena. A to jak finanční krizi v letech 2008–2009, tak i následující dluhovou krizí v eurozóně. Během těchto dohromady 7 čtvrtletních recesí se národní ekonomika snížila o 6.76%. V roce 2011 dokonce hrozila Itálii ztráta přístupu k finančním trhům. Podle Eurostatu byt deficit italské ekonomiky v roce 2015 na 128% jejího HDP, což byl v té době po Řecku hned druhý nejvyšší.
Tak či tak, největší část italského dluhu byla vlastněna Italy samotnými a vysoká úroveň soukromých úspor a jejich malé zadlužení bylo považováno ze nejbezpečnější způsob, jak se s krizemi vyrovnat.
Ve snaze vyhnout se další krizi a nastartovat ekonomiku zavedla vláda národní jednoty v čele s ekonomem Mariem Montim program masivních a striktních pravidel, jenž měly za cíl snížit deficit. Zároveň ale i podpořily dvojitou recesi v roce 2012 a 2013, za což byla kritizována.

### Ekonomické zotavení
V letech 2014–2019, i navzdory tomu, že nezaznamenala takový růst jako jiné evropské státy, se italská ekonomika de facto kompletně zotavila z Velké recese 2008.

### Pandemie covidu-19
Itálie byla jedním z prvních evropských států zasažených pandemií koronaviru. Ekonomika utrpěla velký šok, když byla přibližně tři měsíce do konce května „vypnutá“. V červenci 2020 schválila Evropská rada rozpočet pro léta 2021-2027, který zahrnuje náhrady související s korona krizí. Skrze ně by Itálie mohla získat až 209 miliard eur v přímé pomoci či půjčkách.

## Přehled

### Údaje
Následující tabulka ukazuje hlavní ekonomické indikátory v letech 1980 - 2020.
| Rok  | HDP (v mld. eur) | HDP na obyvatele (v eurech) | Reálný růst HDP | Míra inflace | Nezaměstnanost | Vládní dluh (v procentech HDP) |
| ---- | ---------------- | --------------------------- | --------------- | ------------ | -------------- | ------------------------------ |
| 1980 | 213.0            | 3,777                       | 3.4%            | 21.8%        | 7.4%           | n/a                            |
| 1981 | 255.2            | 4,517                       | 0.8%            | 19.5%        | 7.6%           | n/a                            |
| 1982 | 301.2            | 5,328                       | 0.4%            | 16.5%        | 8.3%           | n/a                            |
| 1983 | 350.7            | 6,200                       | 1.2%            | 14.7%        | 7.4%           | n/a                            |
| 1984 | 400.9            | 7,088                       | 3.2%            | 10.7%        | 7.8%           | n/a                            |
| 1985 | 450.0            | 7,952                       | 2.8%            | 9.0%         | 8.2%           | n/a                            |
| 1986 | 497.5            | 8,790                       | 2.9%            | 5.8%         | 8.9%           | n/a                            |
| 1987 | 544.2            | 9,617                       | 3.2%            | 4.7%         | 9.6%           | n/a                            |
| 1988 | 604.8            | 10,683                      | 4.2%            | 5.1%         | 9.7%           | 93.0%                          |
| 1989 | 664.0            | 11,721                      | 3.4%            | 6.2%         | 9.7%           | 95.5%                          |
| 1990 | 722.8            | 12,749                      | 2.1%            | 6.4%         | 8.9%           | 98.8%                          |
| 1991 | 789.6            | 13,915                      | 1.5%            | 6.2%         | 8.5%           | 102.3%                         |
| 1992 | 830.9            | 14,636                      | 0.8%            | 5.0%         | 8.8%           | 109.7%                         |
| 1993 | 855.9            | 15,062                      | −0.9%           | 4.5%         | 9.8%           | 120.5%                         |
| 1994 | 905.2            | 15,926                      | 2.2%            | 4.2%         | 10.6%          | 127.1%                         |
| 1995 | 985.0            | 17,328                      | 2.3%            | 5.4%         | 11.1%          | 116.9%                         |
| 1996 | 1,043.1          | 18,350                      | 1.3%            | 4.0%         | 11.2%          | 116.3%                         |
| 1997 | 1,089.9          | 19,162                      | 1.8%            | 1.8%         | 11.2%          | 113.8%                         |
| 1998 | 1,135.5          | 19,954                      | 1.6%            | 2.0%         | 11.3%          | 110.8%                         |
| 1999 | 1,171.9          | 20,593                      | 1.6%            | 1.7%         | 10.9%          | 109.7%                         |
| 2000 | 1,239.3          | 21,771                      | 3.7%            | 2.6%         | 10.1%          | 105.1%                         |
| 2001 | 1,298.9          | 22,803                      | 1.7%            | 2.3%         | 9.1%           | 104.7%                         |
| 2002 | 1,345.8          | 23,610                      | 0.2%            | 2.6%         | 8.6%           | 101.9%                         |
| 2003 | 1,390.7          | 24,313                      | 0.2%            | 2.8%         | 8.5%           | 100.5%                         |
| 2004 | 1,448.4          | 25,134                      | 1.6%            | 2.3%         | 8.0%           | 100.0%                         |
| 2005 | 1,489.7          | 25,656                      | 1.0%            | 2.2%         | 7.7%           | 101.9%                         |
| 2006 | 1,548.5          | 26,553                      | 2.0%            | 2.2%         | 6.8%           | 102.6%                         |
| 2007 | 1,609.6          | 27,495                      | 1.5%            | 2.0%         | 6.1%           | 99.8%                          |
| 2008 | 1,632.2          | 27,647                      | −1.1%           | 3.5%         | 6.7%           | 102.4%                         |
| 2009 | 1,572.9          | 26,457                      | −5.5%           | 0.7%         | 7.7%           | 112.5%                         |
| 2010 | 1,604.5          | 26,873                      | 1.7%            | 1.6%         | 8.3%           | 115.4%                         |
| 2011 | 1,637.5          | 27,313                      | 0.6%            | 2.9%         | 8.4%           | 116.5%                         |
| 2012 | 1,613.3          | 26,813                      | −2.8%           | 3.3%         | 10.7%          | 123.4%                         |
| 2013 | 1,604.6          | 26,518                      | −1.7%           | 1.2%         | 12.1%          | 129.0%                         |
| 2014 | 1,621.9          | 26,682                      | 0.1%            | 0.1%         | 12.6%          | 131.8%                         |
| 2015 | 1,652.1          | 27,174                      | 0.9%            | 0.1%         | 11.9%          | 131.6%                         |
| 2016 | 1,689.8          | 27,855                      | 1.1%            | −0.1%        | 11.7%          | 131.4%                         |
| 2017 | 1,727.3          | 28,510                      | 1.5%            | 1.3%         | 11.3%          | 131.4%                         |
| 2018 | 1,757.0          | 29,049                      | 0.9%            | 1.2%         | 10.6%          | 132.2%                         |
| 2019 | 1,771.5          | 29,166                      | 0.1%            | 0.7%         | 10.7%          | 133.4%                         |
| 2020 |                  |                             | −9.6%           | 0.2%         | 12.7%          | 159.8%                         |
| 2021 |                  |                             |                 |              |                |                                |

### Firmy

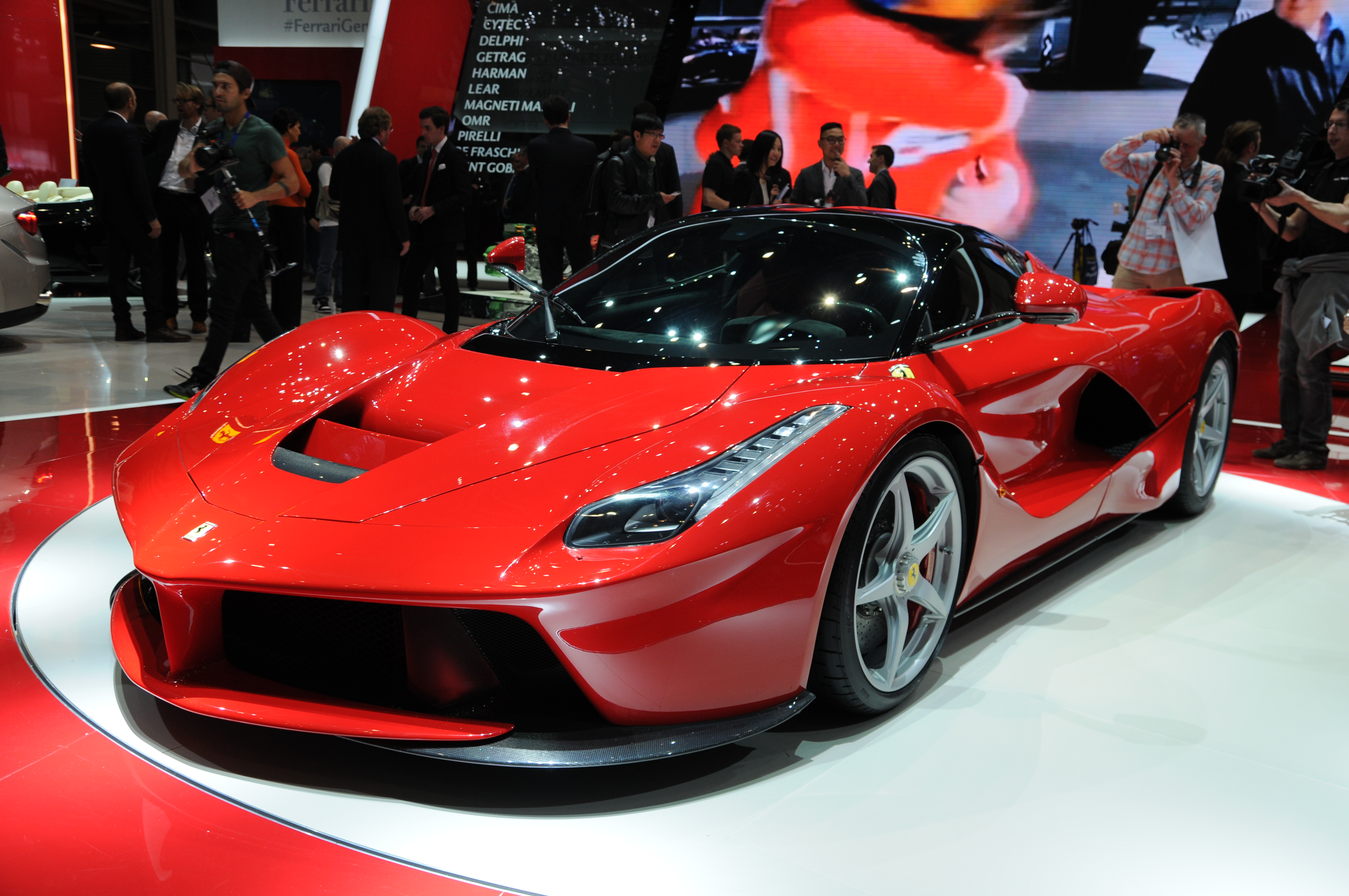
Automobil značky Ferrari

Z 500 největších světových společností kótovaných na akciových trzích, měřeno podle tržeb v roce 2016 studií Fortune Global 500, má devět ústředí v Itálii. Významné italské firmy podle sektoru jsou: Fiat Chrysler Automobiles, CNH Industrial, Ducati, Piaggio (motorová vozidla); Pirelli (výroba pneumatik); Enel, Edison, A2A, Terna (energie); Eni (petrochemikálie); Candy, Indesit, De'Longhi (domácí spotřebiče); Leonardo absorbující dceřiné společnosti Alenia Aermacchi, AgustaWestland a Oto Melara (obranný sektor); Avio, Telespazio (vesmírný sektor); Beretta, Benelli (střelné zbraně); Armani, Versace, Dolce & Gabbana, Gucci, Benetton, Diesel, Prada, Luxottica, YOOX (móda); Ferrero, Barilla, Autogrill, Lavazza, Perfetti Van Melle, Campari, Parmalat (potraviny); Techint, Lucchini, Gruppo Riva, Danieli (ocel); Prysmian, Salini Impregilo, Italcementi, Buzzi Unicem, Astaldi (stavebnictví); STMicroelectronics (elektronika); Telecom Italia, Mediaset (komunikace); Assicurazioni Generali, Unipol (pojišťovnictví); UniCredit, Intesa Sanpaolo (bankovnictví); Ferrari, Maserati, Lamborghini (luxusní vozidla); Fincantieri, Ferretti, Azimut (loďařství).
| Pořadí (ve světě) | Pořadí (v Itálii) | Společnosti     | Hlavní sídlo | Tržby (v mld eur) | Profit (v mld. eur) | Zaměstnanci (celosvětově) | Hlavní sektor         |
| ----------------- | ----------------- | --------------- | ------------ | ----------------- | ------------------- | ------------------------- | --------------------- |
| 19                | 1                 | Fiat            | Turín        | 152.6             | 0.83                | 225,587                   | Automobilový průmysl  |
| 49                | 2                 | Generali Group  | Terst        | 102.6             | 2.25                | 74,000                    | Pojišťovnictví        |
| 65                | 3                 | Eni             | Řím          | 93.0              | 1.33                | 80,911                    | Petrochemický průmysl |
| 78                | 4                 | Enel            | Řím          | 83.9              | 2.44                | 62,080                    | Energetika            |
| 224               | 5                 | Intesa Sanpaolo | Turín        | 42.2              | 3.04                | 90,807                    | Bankovnictví          |
| 300               | 6                 | UniCredit       | Milán        | 34.6              | 1.88                | 117,659                   | Bankovnictví          |
| 305               | 7                 | Poste italiane  | Řím          | 34.1              | 0.61                | 142,268                   | Poštovní služby       |
| 404               | 8                 | Telecom Italia  | Milán        | 26.6              | 0.44                | 66,025                    | Telekomunikace        |
| 491               | 9                 | Unipol          | Bologna      | 21.5              | 0.30                | 14,223                    | Pojišťovnictví        |

Údaje jsou pro za rok 2016.

### Bohatství
Itálie má přes 1.4 milionu lidí s čistým bohatstvím přesahujícím 1 milion dolarů, celkové národní bohatství činící 11.857 trilionů dolarů a představuje 5. největší kumulativní čisté kumulativní bohatství na světě (což činí 4.92% čistého bohatství celého světa). Podle Global Wealth Databook 2013 společnosti Credit Suisse je střední hodnota bohatství na dospělého 138 653 amerických  dolarů (5. na světě), zatímco podle Allianz Global Wealth Report 2013 je čisté finanční bohatství na jednoho obyvatele 45,770 eur (13. na světě).
Následující seznam 10 předních italských miliardářů je založen na ročním zhodnocení bohatství a majetku, které sestavil a zveřejnil časopis Forbes v roce 2017.
| Pořadí (ve světě) | Pořadí (v Itálii) | Jméno                                 | Čisté jmění (v mld. USD) | Hlavní zdroj       | Hlavní sektor        |
| ----------------- | ----------------- | ------------------------------------- | ------------------------ | ------------------ | -------------------- |
| 29                | 1                 | Maria Franca Fissolo Ferrero & family | 25.2                     | Ferrero SpA        | Potravinářství       |
| 50                | 2                 | Leonardo Del Vecchio                  | 17.9                     | Luxottica          | Oční optika          |
| 80                | 3                 | Stefano Pessina                       | 13.9                     | Walgreens Boots    | Farmaceutický prodej |
| 133               | 4                 | Massimiliana Landini Aleotti          | 9.5                      | Menarini           | Farmaceutika         |
| 199               | 5                 | Silvio Berlusconi                     | 7.0                      | Fininvest          | Finanční služby      |
| 215               | 6                 | Giorgio Armani                        | 6.6                      | Armani             | Móda                 |
| 250               | 7                 | Augusto & Giorgio Perfetti            | 5.8                      | Perfetti Van Melle | Cukrářství           |
| 385               | 8                 | Paolo & Gianfelice Rocca              | 3.4                      | Techint            | Konglomerát          |
| 474               | 9                 | Giuseppe De'Longhi                    | 3.8                      | De'Longhi          | Malé spotřebiče      |
| 603               | 10                | Patrizio Bertelli                     | 3.3                      | Prada              | Oděvnictví           |

### Regionální údaje

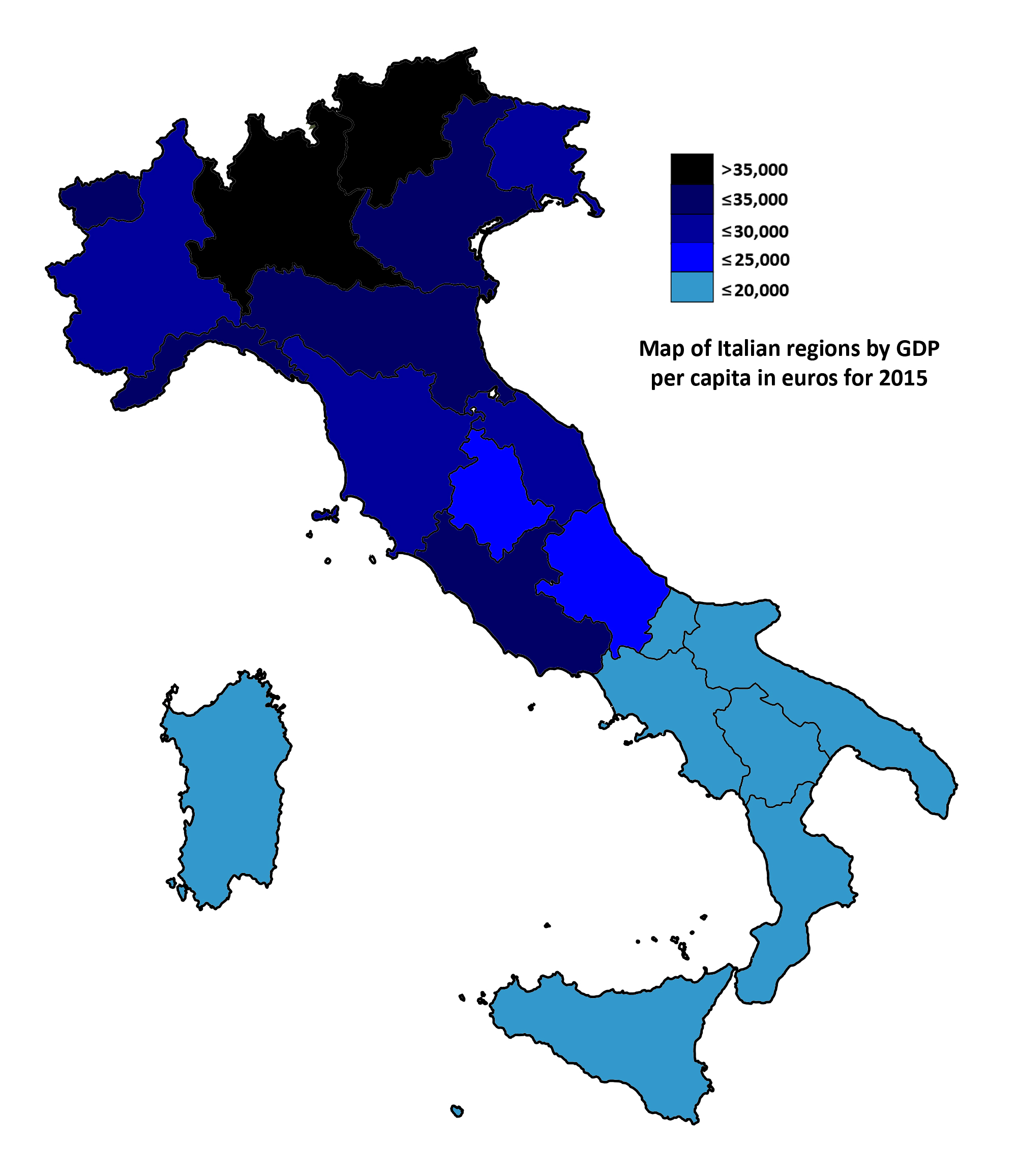
Mapa italských regionů dle HDP na obyvatele

Hrubý domací produkt v Itálii za rok 2015
| Pořadí | Region                    | HDP (v mil. euro) | % populace | € na jednoho obyvatele |
| ------ | ------------------------- | ----------------- | ---------- | ---------------------- |
| –      | Italy                     | 1,645,439         | 100.00     | 27,045                 |
| 1      | Lombardie                 | 357,200           | 21.71      | 35,885                 |
| 2      | Lazio                     | 192,642           | 11.09      | 30,967                 |
| 3      | Benátsko                  | 151,634           | 9.21       | 30,843                 |
| 4      | Emilia-Romagna            | 149,525           | 9.08       | 33,558                 |
| 5      | Piemont                   | 127,365           | 7.74       | 28,870                 |
| 6      | Toskánsko                 | 110,332           | 6.70       | 29,446                 |
| 7      | Kampánie                  | 100,544           | 6.11       | 17,187                 |
| 8      | Sicílie                   | 87,383            | 5.31       | 17,068                 |
| 9      | Apulie                    | 72,135            | 4.38       | 17,166                 |
| 10     | Ligurie                   | 47,663            | 2.90       | 30,438                 |
| 11     | Marche                    | 40,593            | 2.47       | 25,971                 |
| 12     | Tridentsko-Horní Adiže    | 40,096            | 2.44       | 37,813                 |
| 13     | Furlansko-Julské Benátsko | 35,669            | 2.17       | 29,147                 |
| 14     | Kalábrie                  | 32,795            | 1.99       | 16,467                 |
| 15     | Abruzzo                   | 32,592            | 1.98       | 24,160                 |
| 16     | Sardinie                  | 32,481            | 1.97       | 19,306                 |
| 17     | Umbrie                    | 21,438            | 1.30       | 23,735                 |
| 18     | Basilicata                | 11,449            | 0.69       | 19,473                 |
| 19     | Molise                    | 6,042             | 0.36       | 18,891                 |
| 20     | Údolí Aosty               | 4,374             | 0.27       | 34,301                 |

### Rozdíly mezi severem a jihem
Od sjednocení Itálie v roce 1861 se stále zvětšuje široká hospodářská propast mezi severními provinciemi a jižní polovinou státu. Tento rozdíl byl vyvolán především regionální politikou zvolenou piemontskou elitou, která dominovala v prvních vládách po sjednocení. Pro představu, protekcionistická reforma z roku 1887 namísto ochrany ovocnářského odvětví, rozdrceného poklesem cen v 80. letech 19. století, chránila šlechtění pšenice v údolí Pádu a severní textilní a zpracovatelský průmysl, který díky státním zásahům přežil liberální roky. Zatímco první z nich dominovala přidělování vojenských kontraktů na oděvy, druhá monopolizovala jak povolení k těžbě uhlí, tak veřejné zakázky. Podobnou logikou se řídili při přidělování monopolních práv v odvětví konstrukce parních lodí, navigačního sektoru a především ve veřejných výdajích v železničním sektoru, což představovalo 53% v letech 1861-1911. Aby toho nebylo málo, zdroje potřebné k financování tohoto úsilí veřejných výdajů byly získávány prostřednictvím vysoce nevyvážených daní z pozemkových nemovitostí, které ovlivňovaly klíčový zdroj úspor dostupný pro investice v růstových sektorech bez rozvinutého bankovního systému. Pro vysvětlení, reforma z roku 1864 stanovila za cíl dát dohromady 125 milionů z 9 oblastí, připomínající podoby států před sjednocením. Vzhledem k neschopnosti vlády odhadnout ziskovost půdy, zejména kvůli velkým rozdílům mezi regionálními katastry, tato politika nenapravitelně způsobila velké regionální nesrovnalosti. Pro ilustraci, bývalý papežský stát (centrální Itálie) převzal 10%, bývalé Království obojí Sicílie (jižní Itálie) 40% a zbytek státu (bývalé Sardinské království, severní Itálie) 21%. K tomu všemu byla navíc roku 1868 přidána 20% přirážka.
Katastrální reforma z roku 1886 otevřela cestu k rovnostářštější politice a po první světové válce i k harmonizaci daňových sazeb, ale dopad extrakce na ekonomiky obou bloků byl v tomto bodě již nevratný. Když na severu skutečně vzniklo prosperující výrobní odvětví, kombinace nízkých veřejných výdajů a vysokého zdanění vytlačila jižní investice do té míry, kdy místní průmysl a zemědělství orientované na export byly zničeny. Extrakce navíc zničila vztah mezi centrálním státem a jižním obyvatelstvem tím, že vyvolala občanskou válku zvanou Brigandage, která do roku 1864 přinesla asi 20 000 obětí, a následným upřednostňováním emigrace, zejména v letech 1892 až 1921. Extrakční politika také zapříčinila dramatický pokles akumulace sociálního i lidského kapitálu v jižních regionech a podpořila vzestup organizovaného zločinu.
Po vzestupu Benita Mussoliniho se Cesare Mori pokusil porazit již dobře fungující a prosperující organizovaný zločin na jihu země. Fašistická politika zaměřená na vytvoření italské říše a jihoitalských přístavů byla strategická pro veškerý obchod s koloniemi. Po invazi do jižní Itálie spojenci obnovili autoritu mafiánských rodin, ztracenou během fašistického období, a využili svého vlivu k udržení veřejného pořádku.
V padesátých letech byl Cassa per il Mezzogiorno zřízen jako velký mistrovský plán na pomoc industrializaci jihu. Měl o to usilovat dvěma způsoby: prostřednictvím pozemkových reforem vytvořit 120 000 nových malých podniků a prostřednictvím nové strategie směřovat 60% všech vládních investic na jih, čímž by se posílila jižní ekonomika přilákáním nového kapitálu, stimulací místních firem a zajištění zaměstnání. Cíle však zůstaly z velké části nenaplněny a v důsledku toho byl jih stále více dotován a závislý na státu, neschopen generovat soukromý růst.
I v současnosti přetrvávají obrovské regionální rozdíly. Mezi problémy jižní Itálie stále patří korupce, všudypřítomný organizovaný zločin a velmi vysoká míra nezaměstnanosti. V roce 2007 se odhadovalo, že přibližně 80% podniků v sicilských městech Catania a Palermo platilo tzv. výpalné. Italské ministerstvo vnitra uvedlo, že organizovaný zločin měl odhadovaný roční zisk 13 miliard EUR.

## Ekonomické sektory

### Primární

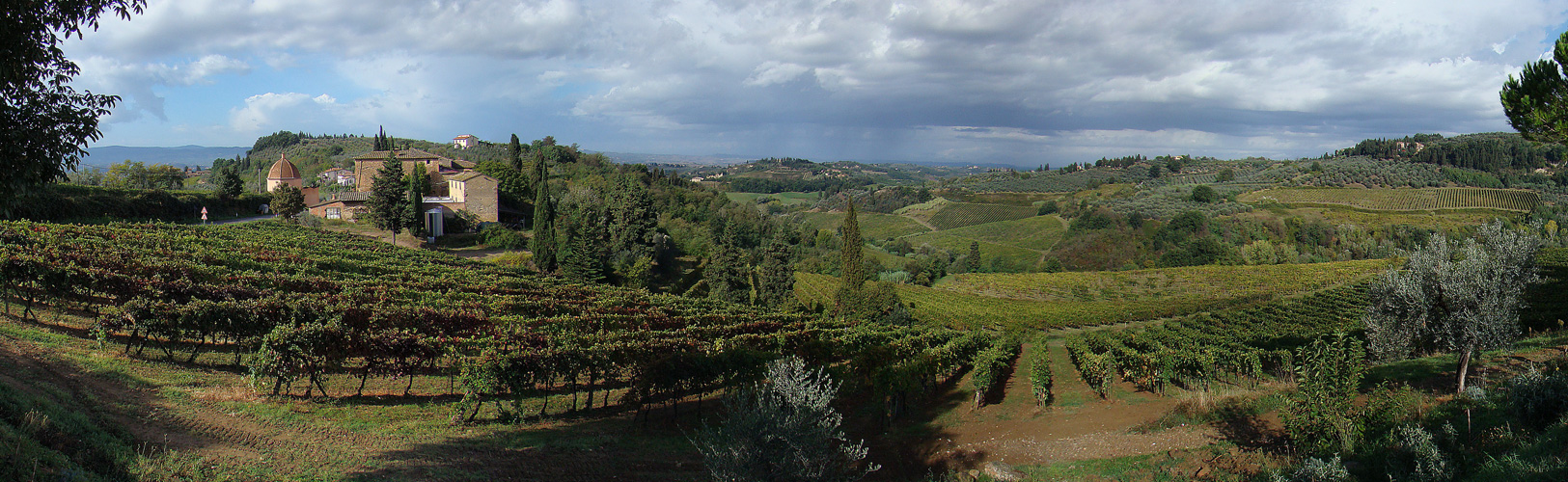
Vinice poblíž Certalda v Toskánsku

Podle posledního sčítání lidu v zemědělství bylo v roce 2010 1,6 milionu farem (–32,4% od roku 2000), které pokrývaly 12,7 milionu hektarů (63% z nich se nachází v jižní Itálii). Drtivá většina (99%) je provozována rodinou a je malá, v průměru má velikost pouze 8 hektarů. Z celkové zemědělské plochy (bez lesnictví) zabírají obilná pole 31%, sady olivovníků 8,2%, vinice 5,4%, citrusové sady 3,8%, zahradnictví 2,4% a cukrová řepa 1,7%. Zbytek je primárně věnován pastvinám (25,9%) a krmným zrnům (11,6%). [109] Severní část Itálie produkuje především kukuřici, rýži, cukrovou řepu, sójové boby, maso, ovoce a mléčné výrobky, zatímco jižní se specializuje na pšenici a citrusové plody. Hospodářská zvířata zahrnují 8,6 milionů kusů prasat, 6,8 milionů kusů ovcí, 6 milionů kusů skotu a 0,9 milionu kusů koz. Celková roční produkce rybářského průmyslu v Itálii z oblasti odchytu a akvakultury, včetně korýšů a měkkýšů, se pohybuje kolem 480 000 tun.
Itálie je největším producentem vína na světě a jedním z předních producentů olivového oleje, ovoce (jablka, olivy, hrozny, pomeranče, citrony, hrušky, meruňky, lískové ořechy, broskve, třešně, švestky, jahody a kiwi) a zeleniny (zejména artyčoky a rajčata). Nejznámější italská vína jsou pravděpodobně toskánská Chianti a Piedmontese Barolo. Mezi další slavná vína patří Barbaresco, Barbera d'Asti, Brunello di Montalcino, Frascati, Montepulciano d'Abruzzo, Morellino di Scansano, Amarone della Valpolicella DOCG a šumivá vína Franciacorta a Prosecco. Kvalitní zboží, na které se Itálie specializuje, zejména již zmíněná vína a regionální sýry, je často chráněno pod štítky pro zajištění kvality DOC/DOP. Toto osvědčení o zeměpisném označení, které je přidělováno Evropskou unií, je považováno za důležité, aby nedošlo k záměně s nekvalitními sériově vyráběnými výrobky.

### Sekundární
Itálie má menší počet globálních nadnárodních společností než jiné ekonomiky srovnatelné velikosti, ale existuje velké množství malých a středních podniků, z nichž mnohé jsou seskupeny do klastrů, které jsou páteří italského průmyslu. To vedlo k tomu, že výrobní odvětví se často zaměřuje na export specializovaných trhů a luxusních výrobků, které je na jedné straně méně schopné konkurovat množstvím, ale na druhé straně je více schopné čelit konkurenci rozvíjejících se ekonomik založené na nižších nákladech na pracovní sílu. Průmyslové oblasti jsou regionalizovány: na severozápadě existuje velká moderní skupina průmyslových odvětví, takzvaný „průmyslový trojúhelník“ (Milán-Turín-Janov), kde je oblast intenzivního strojírenství, automobilového průmyslu, leteckého průmyslu a stavba lodí; na severovýchodě a v centru, dříve venkovských oblastech, které zažily sociální a ekonomický rozvoj kolem rodinných firem, existují malé podniky s nízkou technologií, ale s vysokou řemeslnou zručností, specializující se na oděvy, kožené výrobky, obuv, nábytek, textil, obráběcí stroje, náhradní části, domácí spotřebiče a šperky; na méně rozvinutém jihu existují obě formy vedle sebe.

### Terciární
Počátky moderního bankovnictví lze vysledovat ve středověké a raně renesanční Itálii, v bohatých městech jako Florencie, Lucca, Siena, Benátky a Janov. Rodiny Bardi a Peruzzi dominovaly bankovnictví ve Florencii ve 14. století a zakládaly pobočky v mnoha dalších částech Evropy. Jednou z nejznámějších italských bank byla banka Medici, kterou zřídil Giovanni di Bicci de 'Medici v roce 1397. První známá státní vkladová banka, Bank of Saint George, byla založena v roce 1407 v Janově, zatímco Banca Monte dei Paschi di Siena, založená v roce 1472, je nejstarší dochovanou bankou na světě. Dnes je UniCredit, ze společností poskytujících finanční služby, jednou z největších evropských bank podle kapitalizace a Assicurazioni Generali je druhou největší pojišťovací skupinou na světě podle výnosů, hned po francouzské firmě AXA.
Následují seznamy hlavních italských bank a pojišťovacích skupin seřazených podle celkových aktiv a předepsaného hrubého pojistného.
| Pořadí | Společnost                      | Sídlo   | Jmění (mil. €) |
| ------ | ------------------------------- | ------- | -------------- |
| 1      | UniCredit                       | Milán   | 853            |
| 2      | Intesa Sanpaolo                 | Turín   | 807            |
| 3      | Banco BPM                       | Verona  | 166            |
| 4      | Banca Monte dei Paschi di Siena | Siena   | 132            |
| 5      | UBI Banca                       | Bergamo | 125            |
| 6      | BPER Banca                      | Modena  | 78             |
| 7      | Mediobanca                      | Milán   | 77             |
| 8      | Crédit Agricole Italia          | Parma   | 64             |

| Pořadí | Společnost                | Sídlo  | Jmění (mil. €) |
| ------ | ------------------------- | ------ | -------------- |
| 1      | Assicurazioni Generali    | Terst  | 68             |
| 2      | Poste Vita                | Řím    | 18             |
| 3      | Unipol                    | Boloňa | 14             |
| 4      | Intesa Sanpaolo Vita      | Turín  | 10             |
| 5      | Cattolica Assicurazioni   | Verona | 7              |
| 6      | Reale Mutua Assicurazioni | Turín  | 5              |

## Infrastruktura

### Energie a přírodní zdroje

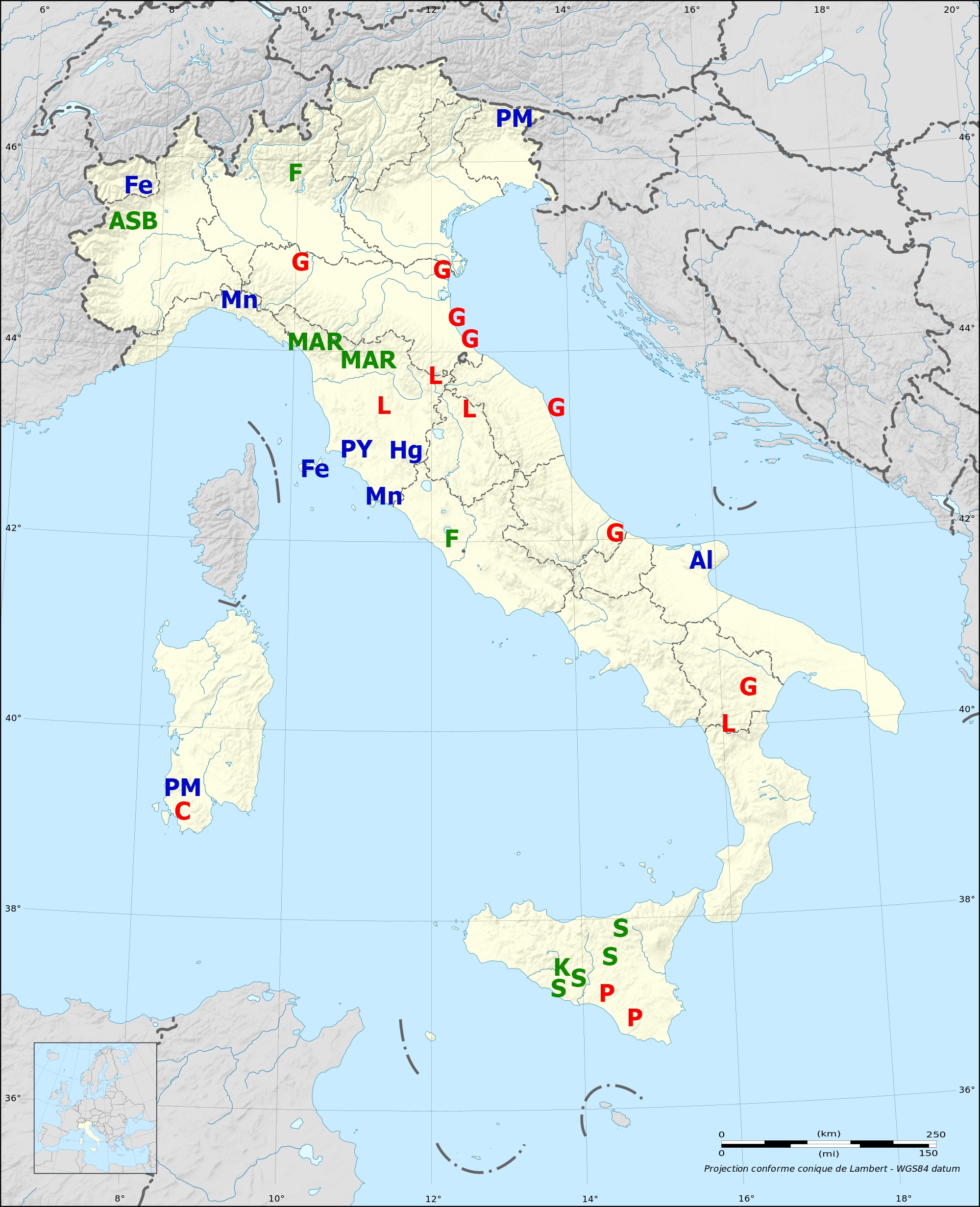
Italské zdroje. Kovy jsou v modrém, fosilní paliva v červeném a nekovy v zeleném.

Na začátku 70. let byla Itálie hlavním producentem pyritů (z toskánské maremmy), azbestu (z dolů Balangero), fluoritu (nachází se na Sicílii) a soli. Současně byla soběstačná s hliníkem (Gargana), sírou (Sicílie), olovem a zinkem (Sardinie). Na začátku 90. let však ztratila všechny své světové pozice a v těchto zdrojích již nebyla soběstačná. Neexistují žádné podstatné zásoby železa, uhlí nebo ropy. V posledních letech byly objeveny mírné zásoby zemního plynu, zejména v údolí Pádu a na pobřeží Jaderského moře, které představují nejdůležitější nerostný zdroj v zemi. Itálie je jedním z předních světových producentů pemzy, pucolánu a živce. Dalším nerostným zdrojem, pro který je Itálie známá, je mramor, zejména světově proslulý bílý mramor Carrara z lomů Massa a Carrara v Toskánsku. Většina surovin potřebných pro výrobu a více než 80 % zdrojů energie v zemi se dováží (99,7 % poptávky po pevných palivech, 92,5 % ropy, 91,2 % zemního plynu a 13 % elektřiny). Vzhledem k tomu, že se Italové spoléhají na dovoz, platí za elektřinu přibližně o 45 % více, než je průměr v EU.
Itálie do 80. let řídila čtyři jaderné reaktory, ale v roce 1987, po černobylské katastrofě, prošla referendem, které se rozhodlo pro postupné vyřazování jaderné energie v Itálii. Vláda reagovala uzavřením stávajících jaderných elektráren, zastavením prací na probíhajících projektech a pokračováním prací na programu jaderné energie v zahraničí. Národní energetická společnost Enel provozuje sedm jaderných reaktorů ve Španělsku (prostřednictvím společnosti Endesa) a čtyři na Slovensku (prostřednictvím společnosti Slovenské elektrárne) a v roce 2005 uzavřela dohodu s Électricité de France o jaderném reaktoru ve Francii. Díky těmto dohodám se Itálii podařilo získat přístup k jaderné energii a přímé zapojení do projektování, výstavby a provozu elektráren bez umístění reaktorů na italském území.
V posledním desetiletí se Itálie stala jedním z největších světových producentů obnovitelné energie a po Německu se umístila jako druhý největší producent v Evropské unii a devátý na světě. Země je také pátým největším světovým výrobcem energie ze solární energie. Na obnovitelné zdroje připadá 27,5 % veškeré elektřiny vyrobené v Itálii, přičemž samotná vodní energie dosahuje 12,6 %, následuje solární energie 5,7 %, větrná energie 4,1 %, bioenergie 3,5 % a geotermální energie 1,6 %. Zbytek národní poptávky pokrývají fosilní paliva (38,2 % zemní plyn, 13 % uhlí, 8,4 % ropa) a dovoz.

### Doprava

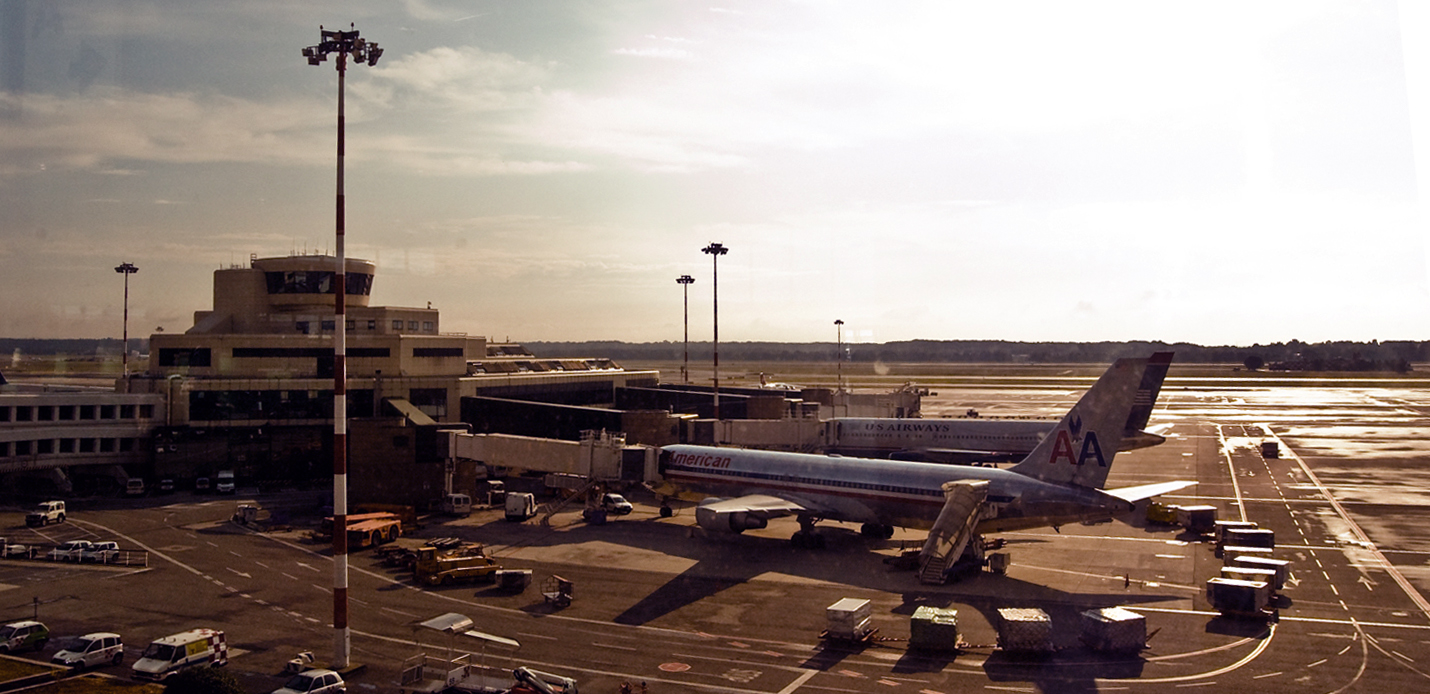
Letiště Malpensa

Itálie byla první zemí na světě, která stavěla dálnice, tzv. „Autostrade“, vyhrazené pro motorová vozidla. Dálnici Milano–Laghi spojující Milán s Varese (nyní části dálnic A8 a A9) navrhl stavební inženýr a podnikatel Piero Puricelli. První povolení k výstavbě veřejné silnice získal v roce 1921 a stavbu dokončil v letech 1924 až 1926. Na konci 30. let bylo po celé Itálii postaveno více než 400 kilometrů víceproudých a dvouproudových dálnic. Dnes je v Itálii 668 721 km provozuschopných silnic, včetně 6661 km většinou zpoplatněných dálnic, patřící státu, ale soukromě provozovaných zejména společností Atlantia.
Železniční síť je také rozsáhlá, a to zejména na severu. Z dohromady 16 862 km železnic je 69 % elektrifikováno a jezdí na nich 4937 lokomotiv a železničních vozů. Je to 12. největší železniční systém vozů na světě a provozuje ji státní firma Ferrovie dello Stato, zatímco železniční tratě a infrastrukturu spravuje Rete Ferroviaria Italiana. Zatímco existuje řada soukromých železnic, které poskytují převážně služby dojíždějícího typu, národní železnice poskytuje také sofistikovanou vysokorychlostní železniční dopravu, která spojuje velká města. Vysokorychlostní železnice Florencie – Řím byla první vysokorychlostní tratí otevřenou v Evropě v roce 1977. V roce 1991 byla vytvořena TAV pro plánování a výstavbu vysokorychlostních železničních tratí podél italských nejdůležitějších a nejužívanějších dopravní tras (Milán – Řím – Neapol a Turín – Milán – Benátky). Vysokorychlostní vlaky zahrnují vlaky třídy ETR, přičemž Frecciarossa 1000 dosahuje rychlosti 400 km/h.
V Itálii je přibližně 130 letišť, z nichž 99 má zpevněné přistávací dráhy (včetně dvou uzlů letiště Leonardo Da Vinci International v Římě a Malpensa International v Miláně) a 43 hlavních námořních přístavů včetně janovského přístavu (největší v zemi a 3. nejrušnější dle tonáže nákladu ve Středozemním moři). Národní síť vnitrozemských vodních cest zahrnuje 1477 km splavných řek a kanálů. V roce 2007 Itálie udržovala civilní leteckou flotilu o hodnotě asi 389 000 jednotek a obchodní flotilu 581 lodí.

## Chudoba
V roce 2015 dosáhla chudoba v Itálii nejvyšší úrovně za posledních 10 let. Úroveň absolutní chudoby pro dvoučlennou rodinu byla 1050,95 EUR měsíčně. Hranice chudoby na obyvatele se podle regionů změnila z 552,39 EUR/měsíc na 819,13 EUR/měsíc. Počet osob v absolutní chudobě vzrostl v roce 2015 téměř o celé procento, ze 6,8% v roce 2014 na 7,6% v roce 2015. Na jihu Itálie jsou čísla ještě vyšší, 10% žije v absolutní chudobě, což je nárůst z 9% v roce 2014. Sever je na tom lépe s 6,7%, ale stále se jedná o nárůst z 5,7% v roce 2014. Národní statistická zpravodajská agentura ISTAT definuje absolutní chudobu jako ty, které si nemohou koupit zboží a služby, které potřebují k přežití. V roce 2015 se také podíl relativně chudých domácností zvýšil na 13,7 z 12,9 z roku 2014. ISTAT definuje relativní chudobu jako lidi, jejichž disponibilní příjem je nižší než přibližně polovina celostátního průměru. Míra nezaměstnanosti v únoru 2016 zůstala na 11,7% a od roku 2015 se držela na téměř stejné úrovni, ale ani zaměstnání nezaručuje osvobození od chudoby. 6,1% až 11,7% lidí, kteří mají alespoň jednoho zaměstnaného člena rodiny, stále trpí chudobou, přičemž větší počet je u těch, kteří mají zaměstnání v továrně. Čísla jsou u mladých generací ještě vyšší, protože jejich míra nezaměstnanosti je vyšší než 40%. Tvrdě zasaženy mohou být i děti. V roce 2014 je chudobou nebo sociálním vyloučením ohroženo 32% osob ve věku 0–17 let, což je jedno dítě ze tří. V poslední zprávě ISTAT chudoba klesá.